# イブラヒム・トラオレ (政治家)
イブラヒム・トラオレ（フランス語: Ibrahim Traoré, 1988年3月14日 - ）は、ブルキナファソの軍人。現在、同国の暫定大統領。2022年9月30日に発生したクーデターを指揮し、2022年1月クーデターで着任していた当時の暫定大統領ポール＝アンリ・サンダオゴ・ダミバを辞任に追い込んだ。2024年5月26日には、さらに5年間の暫定大統領に選出された。

## 生涯

### 前半生
1988年にムフン県ボンドクイで生まれ、そこで初等教育を受けた後、ボボ・ディウラッソの高校に通い、ワガドゥグー大学（ジョゼフ・キ＝ゼルボ大学）において学んだ
。
2010年にブルキナファソ軍に入隊後は徐々に昇格を続け、2014年に中尉、2020年に大尉となる。2014年には国連軍の一員として、マリ共和国にMINUSMAUの兵士として派遣された。

### 権力を手に
ブルキナファソ国内での反乱も次々と鎮圧し、2022年1月のクーデターではポール＝アンリ・サンダオゴ・ダミバ率いる反乱軍として参戦し、「安全保障と復権のための愛国運動」軍政をもたらした陸軍将校グループの一員としてクーデターを成功させた。2022年3月からは、カヤの砲兵連隊長を務めていた。2019年に創設された対テロ部隊「コブラ」特殊部隊と関係があったかどうかは議論の余地があるが、BBC、アルジャジーラ、ディー・ターゲスツァイトゥングなど複数の情報源によれば、彼はこの部隊に所属していたことがあると報道されている。但しニュース誌Jeune Afriqueは、彼が「コブラ」と関係したことはないとしている。
1月のクーデターの支持者の多くは、ジハード主義者の反乱を封じ込められないという点で、クーデターの指導者でありその後暫定大統領に座にあったポール＝アンリ・サンダオゴ・ダミバの政治運営に不満を抱いていた。後に、トラオレは同僚の将校たちとともにダミバに、ジハード主義者の反乱を抑えるよう「再注力」させようとしたが、「彼の野望は我々がやろうとしたことから逸れていた」ため、最終的に彼を打倒することを選んだと主張した。状況に対する不満は、前線で反乱軍と戦った若い将校の間で最も高かった。加えて、「コブラ」ヘの支払が遅れていたとの話もある。2022年9月30日にクーデターが再び勃発したとき、トラオレはまだ大尉の階級にあった。この作戦は「コブラ」ユニットの全面協力によって実行された。クーデターの直後、トラオレは自らを「安全と回復のための愛国運動」の新代表であると宣言した。

### 暫定大統領
2022年10月6日には、ダミバを辞任に追い込み、国外追放させた。同時にトラオレ自身が「国家元首、軍の最高責任者」として暫定大統領の地位に就いた。その際、2024年7月に民主的な選挙を実施することを約束した。
2023年2月、トラオレ政権は、ブルキナファソの反政府勢力との戦闘を支援していたフランス軍をブルキナファソから追放した。その後トラオレは「我々はwin-winのパートナーシップを望んでいるので、他の地平線に目を向けたい」と宣言し、ブルキナファソの国際的パートナーシップの多様化を支持した。その直後、トラオレ政府はマリ共和国との連邦の創設への支持を表明し、両国でギニアを招待した。この3カ国はいずれも軍の統治下にあり、連邦創設が実現すれば軍事クーデターによる軍事政権が支配する最大の国となる。4月には、反政府勢力が攻撃を加速しているとして、軍を支援するよう住民の「総動員」を宣言した。2023年5月、トラオレは2024年に予定されている民政の回復に疑問を呈し、反政府勢力を押し戻し治安状況が改善されない限り民主選挙は実施できないと語った。2024年5月、治安悪化を理由に民政移行は2029年7月に延期された。またトラオレは移行時のいかなる選挙に立候補できるよう明言された。

### ロシアとの関係
ロイター通信やニューヨーク・タイムズ紙によると、トラオレは反仏・親ロシア的な見解を表明していたことから、ロシアの傭兵組織ワグネル・グループとの関係が疑われていた。トラオレが首都ワガドゥグーに入ると、支持者たちは歓声を上げ、中にはロシア国旗を振っている者もいた。ガーナ政府は、トラオレがクーデター後にワグネル・グループと協力し始め、ジハード主義の反乱軍に対して傭兵を参加させたと公に主張した。トラオレはこれを否定し「我々のワグネルはVDP（国土防衛義勇軍、仏語：Volontaires pour la défense de la patrie）である」と主張した。2023年7月29日、2023年ロシア・アフリカ首脳会議後、トラオレは自国の国民はロシアを支持していると述べ、1992年に閉鎖されたロシア大使館の再開を決定したことを伝えた。2023年5月のル・モンド紙によると、「トラオレ政権は当面の間、ジハード主義者との戦いに自国の軍隊を使うことを好んでいるようだ」とし、ワグネルのロシアに助けを求めていないとの見方を報道している。